# Holocentropus consanguineus
Holocentropus consanguineus là một loài Trichoptera hóa thạch trong họ Polycentropodidae.